# Goniocera versicolor
Goniocera versicolor är en tvåvingeart som först beskrevs av Fallen 1820.  Goniocera versicolor ingår i släktet Goniocera och familjen parasitflugor. Arten är reproducerande i Sverige. Inga underarter finns listade i Catalogue of Life.